# Knettersuiker

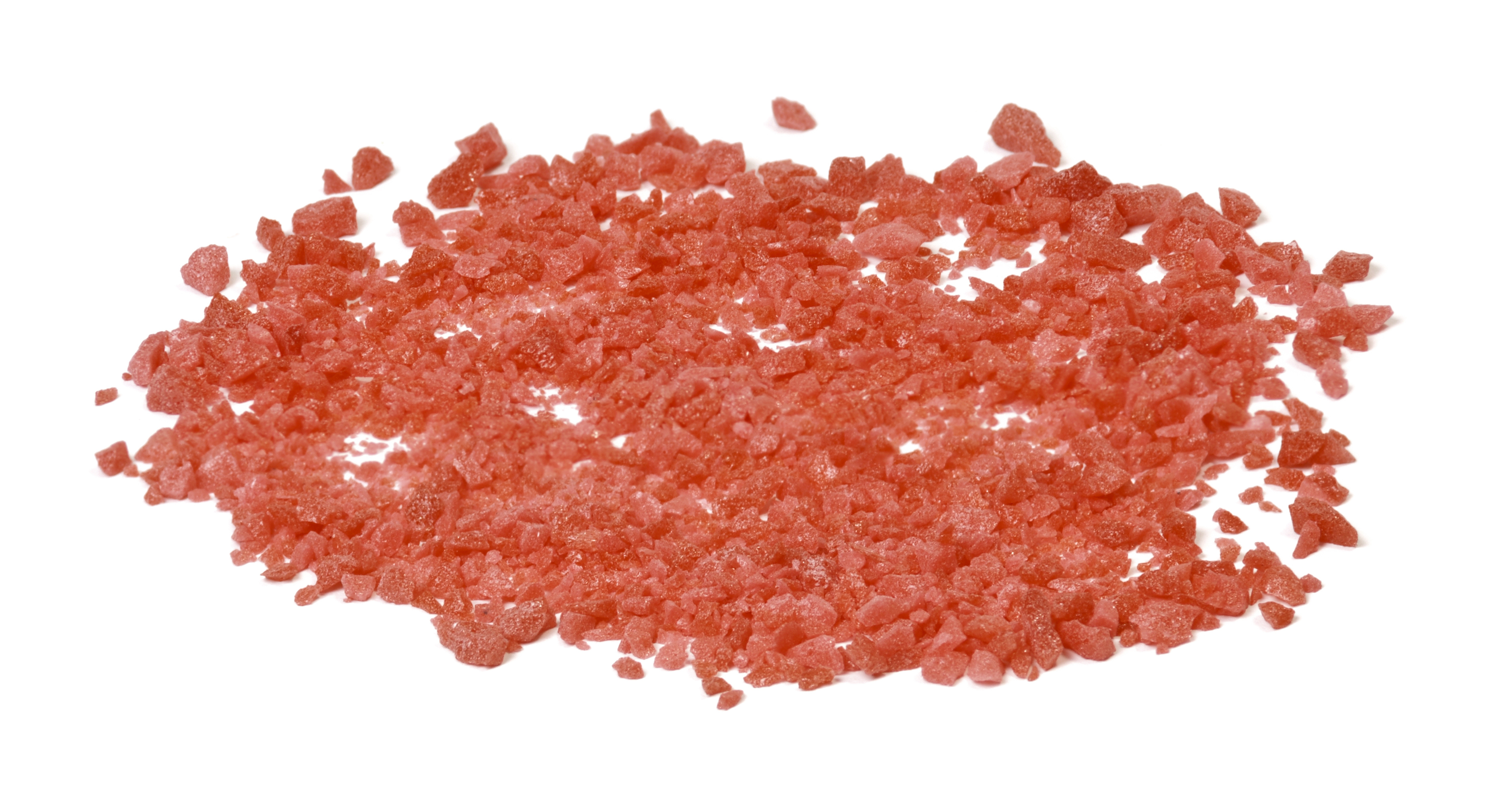
Knettersuiker

Knettersuiker is een toevoeging aan chocolade, snoepgoed of ijs. De stukjes knettersuiker hebben de eigenschap bij contact met het vocht in speeksel met een kleine explosie te breken, hetgeen een bijzondere sensatie in de mond veroorzaakt. De kleine explosies zijn hoorbaar, maar ook voelbaar op de tong als gekietel.
Het knetteren ontstaat door het vrijkomen van koolstofdioxide, dat is opgesloten in de suikerkristallen. Als de suiker in speeksel oplost, komt het gas explosief vrij.

## Fabricage
Knettersuiker wordt gemaakt door suiker en lactose samen op te lossen in water. Deze oplossing wordt verhit in een vat met koolstofdioxidegas onder hoge druk (ca. 41 bar). Het geheel wordt afgekoeld, waarbij kristallen ontstaan. Als de druk wordt verlaagd ontstaan losse stukjes, iets groter dan de kristallen van kristalsuiker.
Varianten worden gemaakt door het toevoegen van smaakstoffen en kleurstoffen. Zo bestaat er bijvoorbeeld rode knettersuiker met aardbeiensmaak.

## Geschiedenis
Het concept om kooldioxide onder grote druk op te slaan in suikerkristallen werd in 1959 vastgelegd in een patentaanvraag door twee chemici in dienst bij het Amerikaanse bedrijf General Foods. Zij hadden diverse toepassingen op het oog, bijvoorbeeld om er koolzuurhoudende dranken mee te maken, de korrels te gebruiken als rijsmiddel in bakproducten, maar ook als koolzuurhoudende snoepjes. Het patent werd op 12 december 1961 verleend. Het snoep werd pas in 1975 op de markt gebracht door General Foods, maar het werd in 1983 weer terugtrokken, door een gebrek aan succes en de relatief korte houdbaarheid. Het snoepje is zeer gevoelig voor vocht. Mogelijk heeft ook het gerucht een rol gespeeld dat kinderen konden ontploffen als ze er te veel van aten.  Het snoep is met de zeer geringe hoeveelheid koolzuur die erin zit totaal onschadelijk. Het gerucht werd ontzenuwd in de eerste aflevering van het programma MythBusters.
Later gaf Kraft Foods, waar General Foods inmiddels in was opgenomen, een licentie met de merknaam Pop Rocks aan het Spaanse bedrijf Zeta Espacial SA. Later werd Zeta Espacial SA de eigenaar en enige fabrikant van Pop Rocks. Dit bedrijf verkoopt internationaal onder andere merknamen, zoals Peta Zetas op de Spaanstalige markt en Wiz Fizz. Het bedrijf verkoopt knetterkauwgum met de naam Magic Gum, en op de Nederlandstalige markt als Frizzy Pazzy.
In 2006 verscheen een boek over de geschiedenis van de Pop Rocks snoepjes.
In 2012 begon Cadbury Schweppes in Australië met de productie van een chocoladeproduct, Marvelous Creations Jelly Popping Candy Beanies, dat knettersuiker bevatte in de vorm van jelly beans en beanies (met suiker omhulde chocolade). Het jaar daarop bracht Whittakers (uit Nieuw-Zeeland) ook een lokaal product met knettersuiker, genoemd naar een lokale frisdrank, Lemon and Paeroa.